# Диммитт (Техас)
Диммитт (англ. Dimmitt) — город в США, расположенный в северо-западной части штата Техас, административный центр округа Кастро. По данным переписи за 2010 год число жителей составляло 4393 человека, по оценке Бюро переписи США в 2017 году в городе проживало 4275 человек.

## История
В марте 1890 года землевладельческая компания Bedford Town and Land Company купила землю в центре округа Кастро для постройки города, который назвали в честь работника компании и родственника владельца фирмы. 18 декабря 1891 года Диммитт был выбран административным центром округа. К тому моменту в нём работали два магазина, почтовый офис и доктор. Вскоре были построены первые гостиница, школа и баптистская церковь. В 1892 году было построено первое, деревянное здание суда округа, которое было уничтожено пожаром в 1906 году. К 1908 году было завершено кирпичное здание суда, начался выпуск первой газеты округа Plainsman, открыт банк. В 1910 году было построено кирпичное здание школы.
В июле 1928 года в город провели железную дорогу Fort Worth and Denver South Plains Railway, вскоре Диммитт принял устав, началось формирование органов власти, в свет начала выходить новая газета Castro County News. В 1930-х годах были открыты госпиталь и библиотека округа. Диммитт оставался важным торговым центром округа. Основной доход городу приносит сельское хозяйство: производство сиропов и других продуктов из кукурузы, обработка лука, салата, картофеля и моркови, разведение овец и крупного рогатого скота, производство химических удобрений и сельскохозяйственного оборудования, а также элеваторы и хлопкоочистительные машины.
В 1942 году неподалёку от Диммитта был найден метеорит, один из 311 признанных метеоритов, упавших в Техасе.
В 2023 году на одной из молочно-мясных ферм города произошел взрыв, повлекший пожар, в результате которого погибло около 18 000 голов крупного рогатого скота.

## География
Диммитт находится в центральной части округа, его координаты: 34°32′56″ с. ш. 102°18′28″ з. д..
Согласно данным бюро переписи США, площадь города составляет около 8,4 км2, из которых 8,2 км2 занято сушей, а чуть более 0,2 км2 — водная поверхность.

### Климат
Согласно классификации климатов Кёппена, в Диммитте преобладает семиаридный климат умеренных широт (BSk).
| Показатель                    | Янв.  | Фев.  | Март  | Апр. | Май  | Июнь | Июль | Авг. | Сен. | Окт. | Нояб. | Дек.  | Год   |
| ----------------------------- | ----- | ----- | ----- | ---- | ---- | ---- | ---- | ---- | ---- | ---- | ----- | ----- | ----- |
| Абсолютный максимум, °C       | 26,7  | 28,9  | 33,3  | 36,7 | 40   | 42,2 | 43,9 | 40,6 | 38,9 | 36,1 | 30,6  | 25,6  | 43,9  |
| Средний суточный максимум, °C | 10,4  | 12,7  | 17,3  | 22,3 | 26,9 | 31,2 | 32,7 | 31,6 | 28   | 22,7 | 15,9  | 10,9  | 21,9  |
| Средняя температура, °C       | 2     | 4     | 8,1   | 12,9 | 18   | 22,8 | 24,7 | 23,7 | 19,8 | 13,9 | 7,3   | 2,7   | 13,3  |
| Средний суточный минимум, °C  | −6,4  | −4,8  | −1,2  | 3,6  | 9,1  | 14,4 | 16,6 | 15,8 | 11,7 | 5,2  | −1,3  | −5,6  | 4,8   |
| Абсолютный минимум, °C        | −22,2 | −22,8 | −17,8 | −7,8 | −2,2 | 3,3  | 8,3  | 4,4  | −1,7 | −10  | −18,9 | −22,2 | −22,8 |
| Норма осадков, мм             | 14    | 14    | 22    | 25   | 60   | 89   | 59   | 73   | 58   | 45   | 18    | 17    | 492   |
| Источник: weatherbase.com     |       |       |       |      |      |      |      |      |      |      |       |       |       |

## Население
Согласно переписи населения 2010 года в городе проживало 4393 человека, было 1474 домохозяйства и 1122 семьи. Расовый состав города: 63,7 % — белые, 2,5 % — афроамериканцы, 1,1 % — 
коренные жители США, 0,5 % — азиаты, 0 % — жители Гавайев или Океании, 30,3 % — другие расы, 1,9 % — две и более расы. Число испаноязычных жителей любых рас составило 68,8 %.
Из 1474 домохозяйств, в 44 % живут дети младше 18 лет. 57,2 % домохозяйств представляли собой совместно проживающие супружеские пары (26,5 % с детьми младше 18 лет), в 13,8 % домохозяйств женщины проживали без мужей, в 5,2 % 
домохозяйств мужчины проживали без жён, 23,9 % домохозяйств не являлись семьями. В 21,3 % домохозяйств проживал только один человек, 10,2 % составляли одинокие пожилые люди (старше 65 лет). Средний размер домохозяйства составлял 2,94 человека. Средний размер семьи — 3,41 человека.
Население города по возрастному диапазону распределилось следующим образом: 34,5 % — жители младше 20 лет, 24,4 % находятся в возрасте от 20 до 39, 28,2 % — от 40 до 64, 12,9 % — 65 лет и старше. Средний возраст составляет 32,5 года.
Согласно данным опросов пяти лет с 2012 по 2016 годы, медианный доход домохозяйства в Диммитте составляет 37 286 долларов США в год, медианный доход семьи — 39 712 долларов. Доход на душу населения в городе составляет 20 865 долларов. Около 13,3 % семей и 17,8 % населения находятся за чертой бедности. В том числе 22,1 % в возрасте до 18 лет и 10,3 % старше 65 лет.

## Местное управление
Управление городом осуществляется мэром, его заместителем и городским советом, состоящим из шести человек.
Другими важными должностями, на которые происходит наём сотрудников, являются:
- Сити-менеджер
- Городской секретарь
- Городской юрист
- Шеф полиции
- Шеф пожарной охраны

## Инфраструктура и транспорт
Основными автомагистралями, проходящими через Диммитт, являются:
- автомагистраль 385 США идёт с севера от Херфорда на юг к Литлфилд.
- автомагистраль 86 Техаса идёт с востока от Тулии на запад к пересечению с автомагистралью 60 США в Бовине.
- автомагистраль 194 Техаса начинается в Диммитте и идёт на юго-восток к Плейнвью.

В городе располагается муниципальный аэропорт Диммитт. Аэропорт располагает одной взлётно-посадочной полосой длиной 1676 метров. Ближайшим аэропортом, выполняющим коммерческие рейсы, является международный аэропорт Рика Хасбанда в Амарилло. Аэропорт находится примерно в 115 километрах к северо-востоку от Диммитта.

## Образование
Город обслуживается независимым школьным округом Диммитт.

## Отдых и развлечения
В городе располагается исторический музей округа Кастро, в числе экспонатов которого находятся предметы с ближайшей фермы Джеффа Гилбрета, 1909 года.
Ежегодно в Диммитте проходят банкет торговой палаты в январе, танцы на площади и выставка скота в феврале, родео в июне и ярмарка округа Кастро в сентябре.

## Галерея

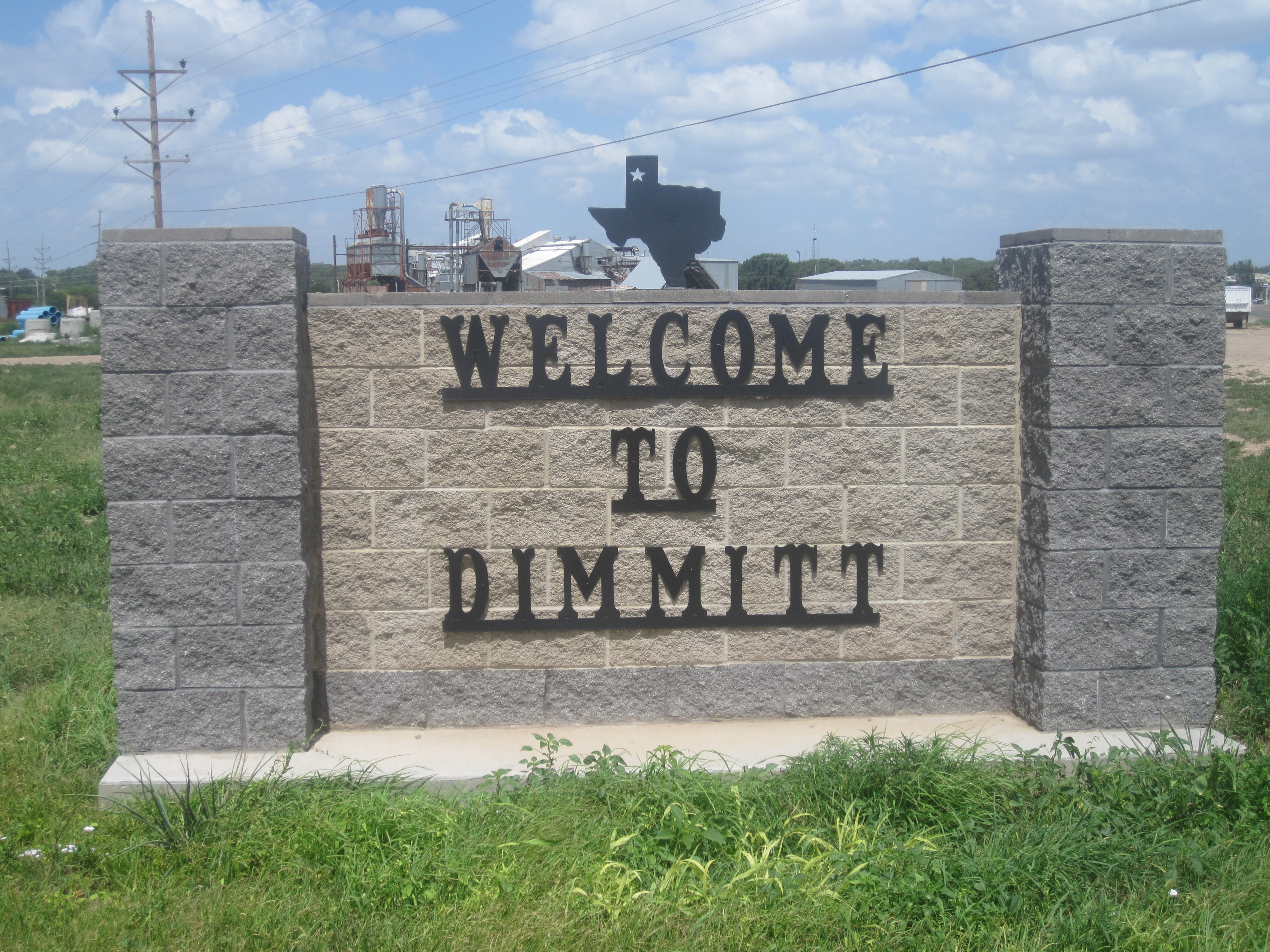
Приветственный знак на въезде в Диммитт
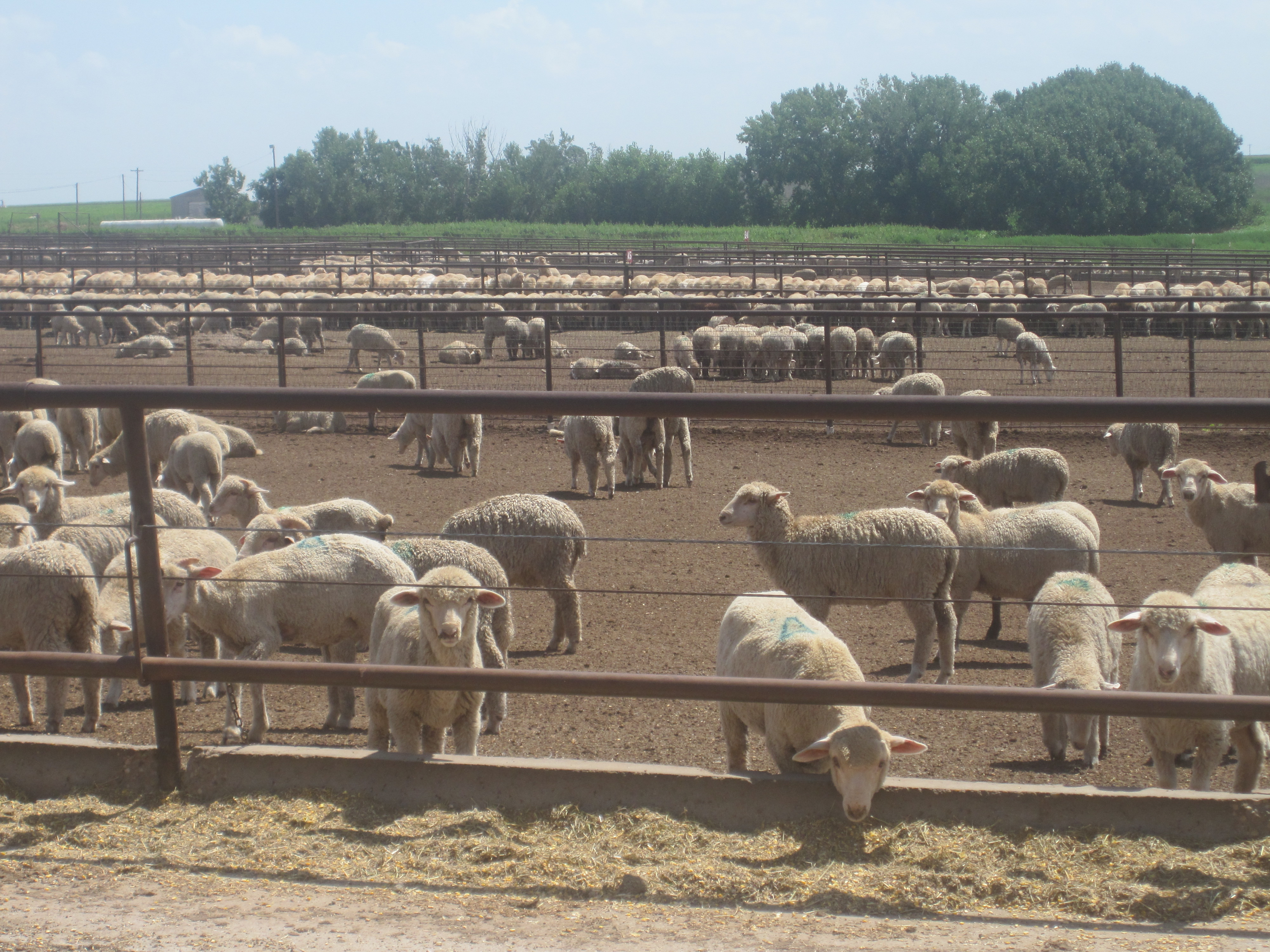
Пастбище овец южнее Диммитта
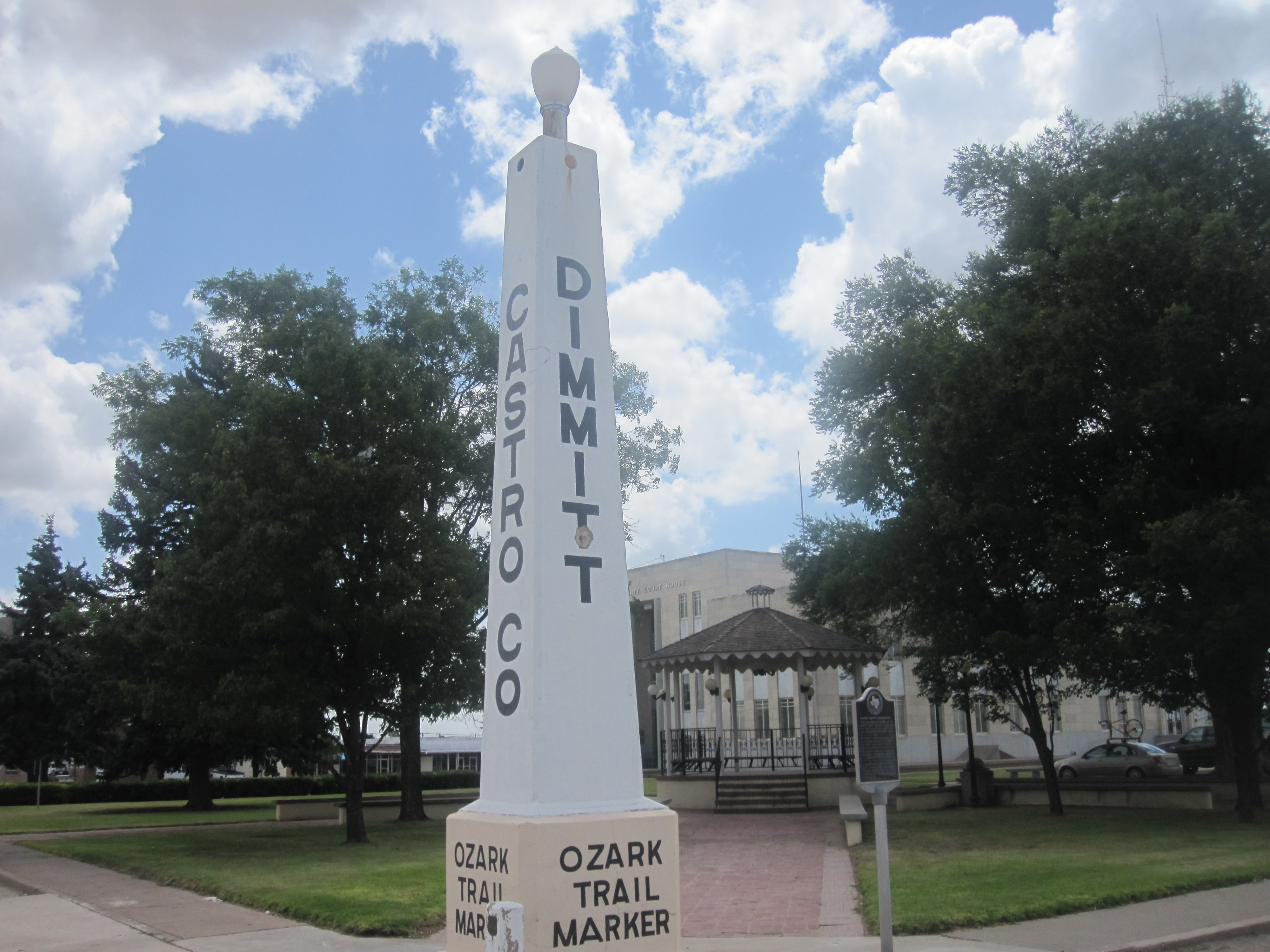
Стелла на пути Озарк, проходящем через город
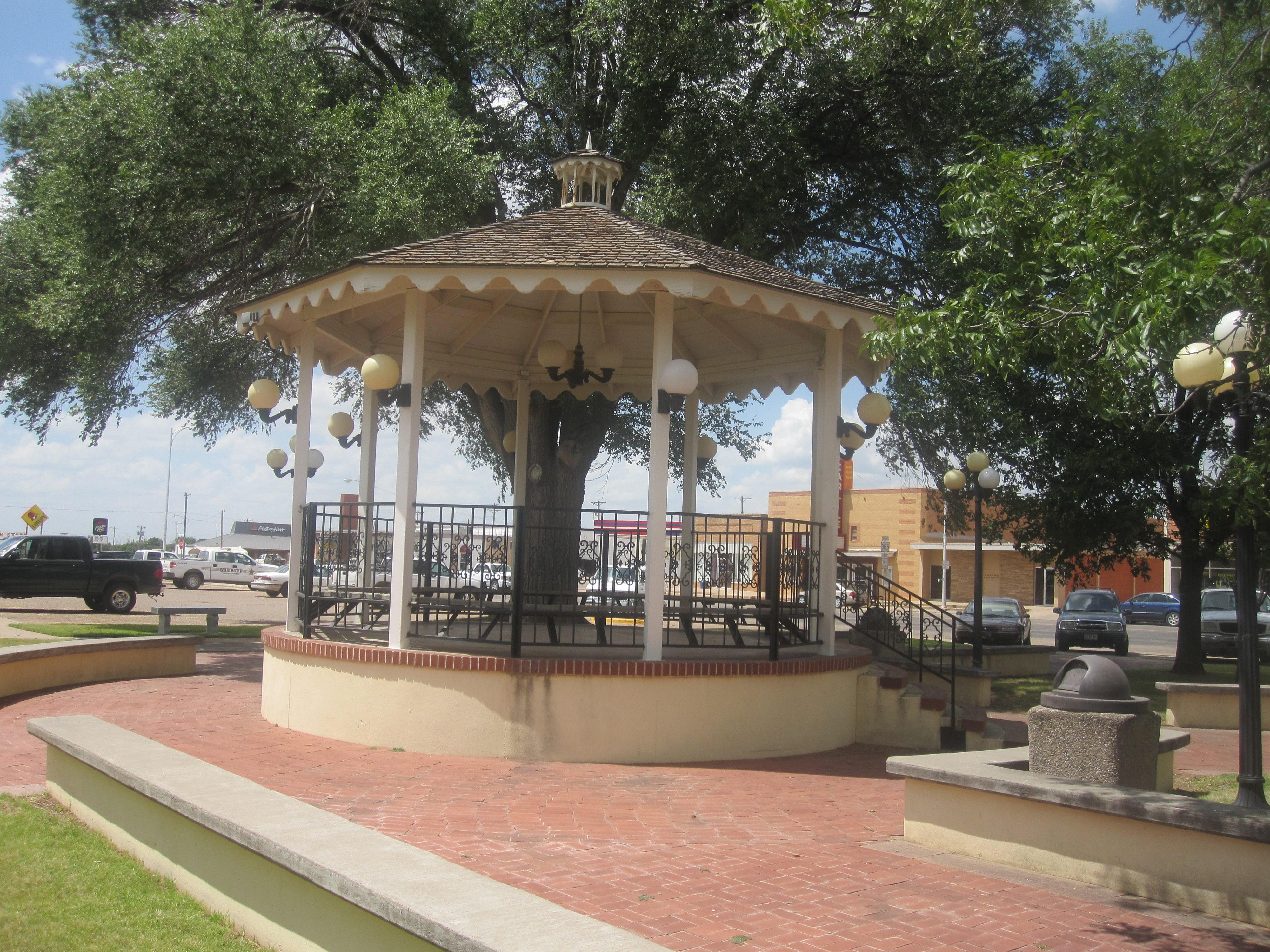
Беседка на площади здания суда в городе
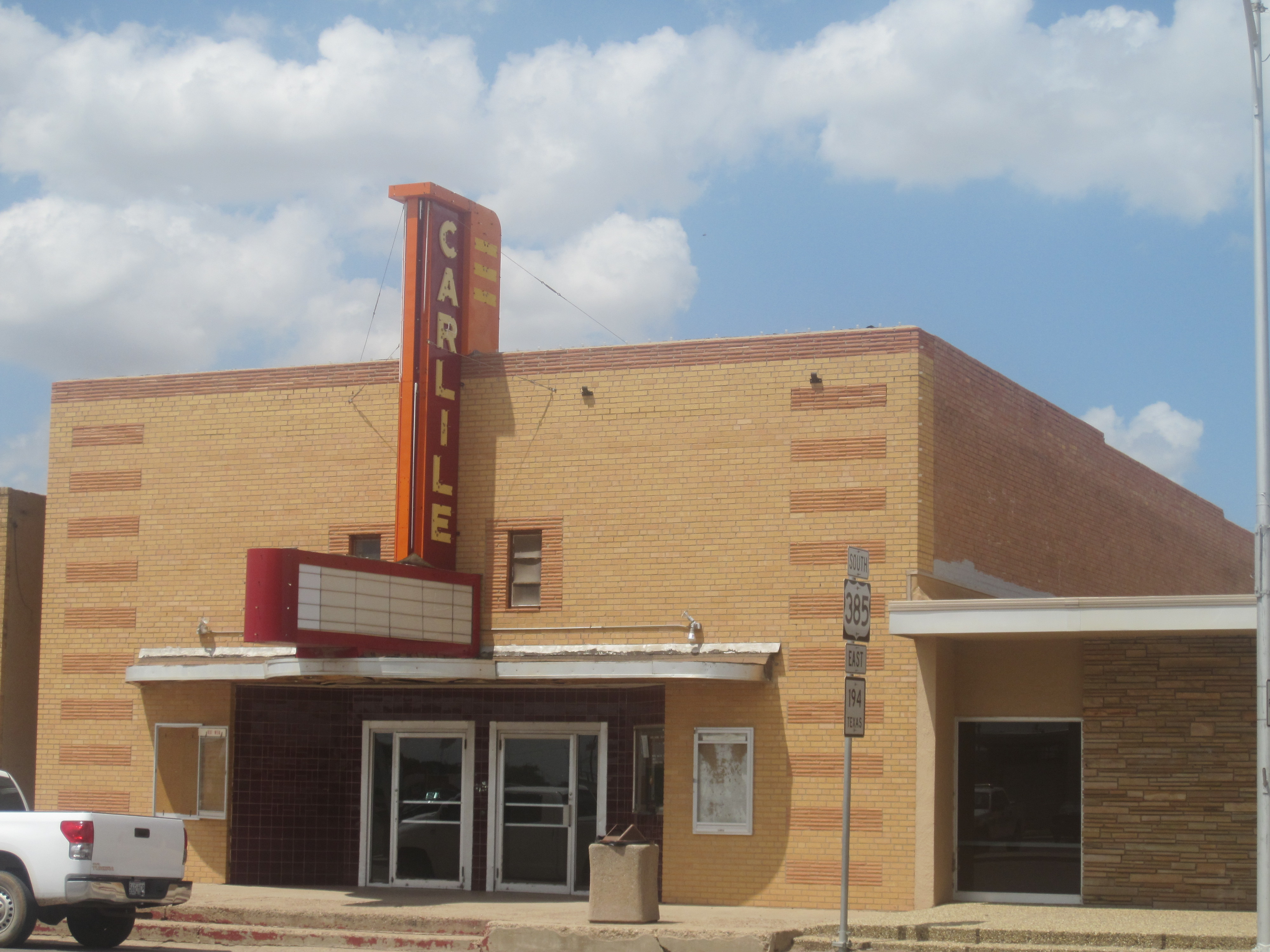
Закрытый театр Carlile Theater в Диммите